# Тайк (слониха)
Тайк (1974 — 20 серпня 1994) — африканська слониха з Мозамбіку, яка виступала в цирку (Гонолулу, Гаваї). 20 серпня 1994 року під час циркового виступу, стався трагічний інцидент. Під час спроби втекти з цирку, вона вбила свого тренера Аллана Кемпбелла і серйозно поранила свого грумера Далласа Беккіта. Потім Тайк вибігла з арени та рухалась вулицями центрального ділового району, де перебувала понад тридцять хвилин. Не в змозі заспокоїти слона, місцева поліція відкрила вогонь по тварині, після чого, Тайк впала від ран і загинула. Більшість нападів на арені було зафіксовано на відеокасеті декількома глядачами, також додаткові професійні відеозаписи зафіксували напад на місцевого публіциста Стіва Хірано та розстріл самої слонихи.

## Передумови
За словами, відповідального тренера Тайк в той час (інтерв'ю у документальному фільмі), слониха була причетна до трьох інцидентів в серпні 1994 року.

### 21–22 квітня 1993 року
21 квітня 1993 року Тайк, під час циркового виступу, втекла через вхідні двері,(штат Пенсильванія), залишившись без нагляду протягом кількох годин. Збитки від втечі оцінюється в понад 14 000 доларів. Звернення, отримане від працівника USDA наступного дня, стверджувало, що Тайк, також напала на тренера тигра в той час, коли цирк був в Алтуані.

### 23 липня 1993 року
23 липня 1993 р. Тайк втекла під час державної ярмарки в Майонті, штат Північна Дакота, травмувала тренера і бігала безконтрольно протягом 25 хвилин.
Згідно з документами правоохоронних органів USDA і Канади, в той час, коли слониха, на ім'я Тайк (можливо, та сама Тейк, що брала участь у вищезгаданих інцидентах), виступала з цирком Тарзана Дербіні, «Дресирувальник слонихи, публічного бив африканського слона, тварина кричала та згиналась на трьох ногах, щоб уникнути його удару. Навіть тоді, коли дресирувальник проходив повз слона, тварина кричала і відхилялася, демонструючи страх, перед його присутністю».

## Людські жертви
20 серпня 1994 року під час виступу в «Цирку Інтернаціонал» в Гонолулу, штат Гаваї, Тайк критично поранила свого грумера, Далласа Беккіта багато разів кидаючи його, перш ніж вбити свого тренера Аллена Кемпбелла. Потім вона вийшла з арени на вулицю. Також вона напала і майже вбила публіциста Стіва Хірано, який намагався не допустити її втечі з цирку. Поліцейський, який перебував поблизу, побачивши напад, здійснив кілька пострілів у бік слона, відволікаючи її та змушуючи втекти якомога далі від Хірано. Після пів години переслідування, місцеві поліціянти здійснили 86 пострілів на 3,6 кг. Потім Тайк впала від численних ран і померла.

## Після
Після інциденту на Гаваях 20 серпня 1994 року Тайк стала символом циркових трагедій і символом прав тварин. Після цього були подані позови проти міста Гонолулу, штату Гаваї, цирку та власника слонихи Джона Кунео-молодшого. Адвокат Вільям Фентон Сінк подав до суду на Кунео, від імені численних позивачів, у тому числі маленьких дітей, які зазнали психологічних травм після того, як стали свідками вбивства Тайк. Поки судові позови вирішувались, поза судом деталі грошового рішення зберігалися в таємниці від громадськості. На честь роботи Сінка у справі «Тайк», «Гаваї за права тварин», були перейменовані на «Орден невинної премії», нагороду Вільяма Фентона за захист тварин.
Розтин Аллена Кемпбелла виявив, що він помер від важких внутрішніх травм, зокрема численних переломів черепа та грудної клітки. Також було встановлено, що на момент смерті в організмі Кемпбелла містився кокаїн та алкоголь. Чиновники зоопарку Денвера підтвердили, що були скарги на жорстоке поводження з тваринами, подані проти Кемпбелла наприкінці 1980-х років, де він керував концесією для їзди на слонах та верблюдах у місті.
Інцидент з Тайк стимулював внести зміни до законодавства, щодо тварин на місцевих рівнях на Гаваях та за кордоном, конгресмен з Каліфорнії Сем Фарр був одним з ініціаторів внесення змін. (HR2323)

## У культурі
Експериментальний хардкор-панк гурт Man Is the Bastard написав пісню «Тайк» про втечу слона. Пісня була включена у їхній альбом 1995 року Thoughtless.
Християнський треш-метал гурт Tourniquet, відомий своєю позицією проти зловживань над тваринами, написав пісню «86 Bullets» про Тайк до їхнього альбому « Antiseptic Bloodbath» у 2012 році.
Автор К. А. Монро був натхненний інцидентом з Тайк, опублікував популярну незалежну дитячу книгу «Тайк і ангел слонів».
Тайк також можна побачити в шоу The Channel Channel Shockwave,World's Most Amazing Videos, Banned from Television and Maximum Exposure.
У серіалі « Гаваї» П'ять-О " згадується також атака в Гонолулу в 6-му сезоні, Епізод — 20.